# شکوره (استان پودلاسکی)
شکوره (به لهستانی:  Sikory) یک روستا در لهستان است که در گمینا مونگکی واقع شده‌است.